# Флавија Максима Констанција
Флавија Максима Констанција (361/362 – 383) била је прва Грацијанова супруга и царица Западног римског царства. Према Амијану Марцелину, Констанција је била постхумно дете цара Констанција II од његове треће жене царице Фаустине. Њени деда и бака по оцу били су Свети цар Константин Велики I и царица Фауста.

## Младост
Констанцијини стричеви били су цезар Крисп, цар Константин II и цар Констанс I. Њене тетке по оцу биле су Константина, жена прво Ханибалијана, а затим цезара Констанција Гала, и Хелена, жена цара Јулијана Отпадника.
Цар Констанције II је 5. октобра 361. умро од грознице у Мопсукрени, близу Тарса, у Киликији. Кренуо је на запад да се суочи са побуном Јулијана, његовог рођака и зета. У објављеној одлуци на самртној постељи, цар Констанције II је званично признао Јулијана за свог наследника. Када је Констанција рођена нешто касније, Јулијан је већ био чврсто постављен на престолу.
Цар Јулијан је 26. јуна 363. смртно рањен у бици код Самаре против снага цара Шапура II од Сасанидског царства. Умро је неколико сати након завршетка битке. Његовом смрћу Констанција је постала последњи легитимни потомак Константинове династије.
Констанција и њена мајка царица Фаустина биле су присутне када је Прокопије примио царске инсигније у Цариграду. Царица Фаустина и присуство њене младе ћерке сугерисале су да је Прокопије био законити наследник Константинове династије која је још увек била поштована. Амијан Марцелин прича да је Прокопије „увек носио са собом на носиљци малу Констанцијеву кћер и унуку Великог Константина, са њеном мајком Фаустином, како у походу тако и када се спремао за битку, побуђујући тако војнике да се одлучније боре за царску породицу, са којом је, како им је рекао, и сам био повезан.“ Са четири године Констанција је постала инструмент у још једном сукобу за римски престо. Дана 27. маја 366. године, Прокопије је погубљен и Фаустина се након тога више не појављује у изворима, али је Констанција преживела пад свог рођака.

## Царица
Године 374. Констанција, која је имала око дванаест година, тек је достизала доба за удају када је послата на запад да се уда за Грацијана, који је имао око четрнаест година и који је био најстарији син и савладар цара Валентинијана I. У близини Сирмијума, Констанција и њена пратња били су нападнути од стране нападачке групе укључујући Кваде и Сармате. Једва је избегла заточеништво.. Дана 27. јуна 374. године, посвета комплекса купатила у Калабрији први пут помиње Констанцију као царицу поред своје маћехе Јустине.
У року од годину дана након венчања, цар Валентинијан I је преселио своје седиште у Аквинкум, у Панонији, да би могао боље да координише свој сукоб са Квадима. Грацијан и Констанција су остављени на челу Трира, што је имплицирало да је Грацијан почео да делује као савладар Грацијан је убрзо постао старији западни цар, а његов млађи полубрат Валентинијан II је проглашен за савладара.
Године 380. Свети Јован Златоусти помиње да је Констанција још увек жива. Следећи пут се помиње у Хроникону Пасхале који датира долазак њених остатака у Цариград до 31. августа 383. Мора да је умрла раније исте године, али тачан датум и узрок њене смрти нису познати. Имала је око двадесет једну у тренутку смрти. Цар Грацијан се оженио Лаетом, али је убијен 25. августа 383. Хроникон наводи њен датум сахране као 1. децембар 383. године.